# Габриел Саргисян
Габриел Саргисян (на арменски: Գաբրիել Սարգսյան) е арменски шахматист, гросмайстор от 2002 г.
В началото на 21 век е сред най-силните шахматисти на Армения. Силно се представя в местното първенството по шахмат. Става шампион през 2000 и 2003 г. Носител е на сребърен медал през 2002 г., а през 2004 и 2005 г. заема третата позиция в класирането.
През 2004 г. взима участие в Световното първенство в Триполи, отпадайки още в първия кръг след загуба от Сергей Тивяков.

## Турнирни резултати
- 2003 – Абу Даби (1-во място), Дубай (2-ро място)
- 2006 – Дубай (1 – 3-то място, със Сергей Федорчук и Тигран Л. Петросян), Рейкявик (1 – 5-о място)
- 2007 – Копенхаген (1 – 5-о място на турнира „Politiken Cup“), Сафра (1-во място с 6,5/7 т. на турнира „Мемориал Руи Лопес“)

## Участия на шахматни олимпиади
Участва на четири поредни шахматни олимпиади. Изиграва 34 партии, печелейки 15 и губейки четири. Средната му успеваемост е 66,2 процента. Носител е на три отборни медала – злато (2006) и бронз (2002 и 2004). На олимпиадата в Торино е единственият играч от арменския отбор, който играе във всички кръгове, и не допуска загуба (7 победи и 6 ремита).
| Година | Организатор | Отбор   | Класиране (отборно) | Дъска         |
| 2000   | Истанбул    | Армения | 17                  | Втора резерва |
| 2002   | Блед        | Армения | 3                   | Четвърта      |
| 2004   | Калвия      | Армения | 3                   | Първа резерва |
| 2006   | Торино      | Армения | 1                   | Първа резерва |